# Frei Anastácio
Antonio Ribeiro OFM, conhecido popularmente como Frei Anastácio, (Esperança, 3 de março de 1944) é um frade e político brasileiro, filiado ao Partido dos Trabalhadores (PT). 
Iniciou sua trajetória política organizando movimentos de trabalhadores rurais, na década 70, no litoral sul Paraibano. Posteriormente, ajudou a fundar a Comissão Pastoral da Terra (CPT).
Foi eleito deputado estadual na Paraíba, pela primeira vez, em 1998, sendo reeleito em 2002. Nas eleições de 2006, não conseguiu se reeleger novamente, mas voltou a se candidatar em 2010, sendo eleito para o 3º mandato, e nas eleições de 2014 foi mais uma vez reeleito, desta vez para o seu 4º mandato na Assembleia Legislativa da Paraíba.
Em 2018 foi eleito deputado federal, obtendo 91.408 votos.